# Cabras
Cabras ist eine italienische Gemeinde mit 8831 Einwohnern (Stand 31. Dezember 2023) und liegt in der Provinz Oristano  im Westen Sardiniens. Zum Gemeindegebiet gehört die unbewohnte Insel Mal di Ventre.

## Kultur und Sehenswürdigkeiten
Die Hauptanziehungspunkte dieser Region des Campidano liegen westlich des Ortes auf der Sinis-Halbinsel. Der mittelalterliche Ort Crabiliis oder Capriles gehörte zum Judikat Arborea.
Die beim Ort liegenden Sehenswürdigkeiten sind:
- die punische Ruinenstadt Tharros
- die Kirche San Giovanni di Sinis
- das Ipogeo di San Salvatore
- der 2000 ha große Lagunensee Stagno di Cabras

Der größte See des Sinis, westlich der Stadt gelegen, hat einen breiten Schilfgürtel. Die traditionellen, aus Schilfbündeln zusammengeschnürten Fischerboote, ls fassonis, kann man nur noch selten sehen. Im Nordteil des Sees leben hunderte von Flamingos. Er ist eines der fischreichsten Gewässer Italiens. Im 17. Jahrhundert gehörte der Ort der spanischen Krone, später genuesischen Bankiers, die ihn einer Adelsfamilie aus Oristano verkauften. Die Erben des letzten Besitzers verkauften den See an die sardische Regierung.
Die Fischersiedlung Cabras ist für seine Fischlokale bekannt. Am Seeufer steht die Renaissance-Basilika "Santa Maria". Die Sammlung des Museo Civico zeigt hauptsächlich Funde aus der Nekropole Cuccuru S’Arriu und aus der phönizisch-römischen Stadt Tharros. Daneben gibt es eine Ausstellung zu Kultur, Ökologie, Flora und Fauna des Sees.

### Regelmäßige Veranstaltungen
Das Rennen der Barfüßigen (italienisch Corsa degli Scalzi) zu Ehren des Heiligen Salvatore findet zwischen Ende August und dem ersten Sonntag im September statt. Die Strecke verläuft von Cabras nach San Salvatore und zurück.

### Kulinarische Spezialitäten
Die bekannteste Spezialität ist die Bottarga di Cabras.

## Persönlichkeiten
- Michela Murgia (1972–2023), Schriftstellerin